# Ain Dalia
Ain Dalia (en árabe, عين الدالية; en francés, Aïn Dalia; trad. 'Fuente de la Parra') es una pequeña localidad ubicada en la comuna de Laauama, en la región de Tánger-Tetuán-Alhucemas, Marruecos. Su población se estima en 3.856 personas, según el censo oficial de población y vivienda del año 2004. Ain Dalia se subdivide en Ain Dalia Lekbira o Kebira (الكبيرة 'Ain Dalia Grande') y Ain Dalia Larbaʾāʾ (الأربعاء 'Ain Dalia de los Miércoles'). 
A pesar de su escasa población, Ain Dalia cuenta con una estación de tren propia en la nueva vía férrea de alta velocidad Casablanca-Tánger, establecida en 2018. Esto se debe a la construcción de una nueva ciudad «inteligente» en las inmediaciones de Ain Dalia, llamada Tanger Tech. La construcción total se espera que finalice en 2029, dando trabajo a 100.000 y hogar a 300.000.